# Evros (periferie-district)
Evros (Grieks: Έβρος, Evros) is een Grieks periferie-district (perifereiaki enotita) in de bestuurlijke regio Oost-Macedonië en Thracië en de historische regio Thracië. De hoofdstad is Alexandroupolis en het periferie-district had 147.530 inwoners (2011). Het periferie-district is genoemd naar de rivier de Evros.

## Geografie
Het periferie-district grenst in het oosten aan de Turkse provincie Edirne, met de Evros als grensrivier. In het noordwesten ligt de Bulgaarse oblast Chaskovo, in het westen het Griekse departement Rodópi en in het zuiden de Thracische Zee. In die zee ligt het eiland Samothrake, dat ook tot het departement behoort.

## Plaatsen[2]
| Plaats          | Hoofdplaats (vroeger) | Postcode | GEMEENTE       | Hoofdplaats van de gemeente |
| --------------- | --------------------- | -------- | -------------- | --------------------------- |
| Alexandroupoli  |                       | 681 00   | Alexandroupoli | Alexandroupoli              |
| Didymoteicho    |                       | 683 00   | Didymoteicho   | Didymoteicho                |
| Feres           |                       | 685 00   | Alexandroupoli | Alexandroupoli              |
| Kyprinos        |                       | 680 05   | Orestiada      | Orestiada                   |
| Metaxades       |                       | 680 10   | Didymoteicho   | Didymoteicho                |
| Orestiada       |                       | 682 00   | Orestiada      | Orestiada                   |
| Orfeas          | Lavara                | 680 04   | Soufli         | Soufli                      |
| Samothrake (nl) |                       | 680 01   | Samothraki     | Samothraki                  |
| Soufli          |                       | 684 00   | Soufli         | Soufli                      |
| Traïanoupoli    | Aristino              | 681 00   | Alexandroupoli | Alexandroupoli              |
| Trigono         | Dikaia                | 680 07   | Orestiada      | Orestiada                   |
| Tychero         |                       | 680 03   | Soufli         | Soufli                      |
| Vyssa           | Nea Vyssa             | 680 01   | Orestiada      | Orestiada                   |